# گرمانپریت سینگ
گرمانپریت سینگ (انگلیسی: Germanpreet Singh؛ زادهٔ ۲۴ ژوئن ۱۹۹۶) بازیکن فوتبال اهل هند است.
از باشگاه‌هایی که در آن بازی کرده‌است می‌توان به باشگاه فوتبال دمپو اشاره کرد.
وی همچنین در تیم‌های ملی فوتبال India U19 و India U23 و هند بازی کرده‌است.